# Jumeirah

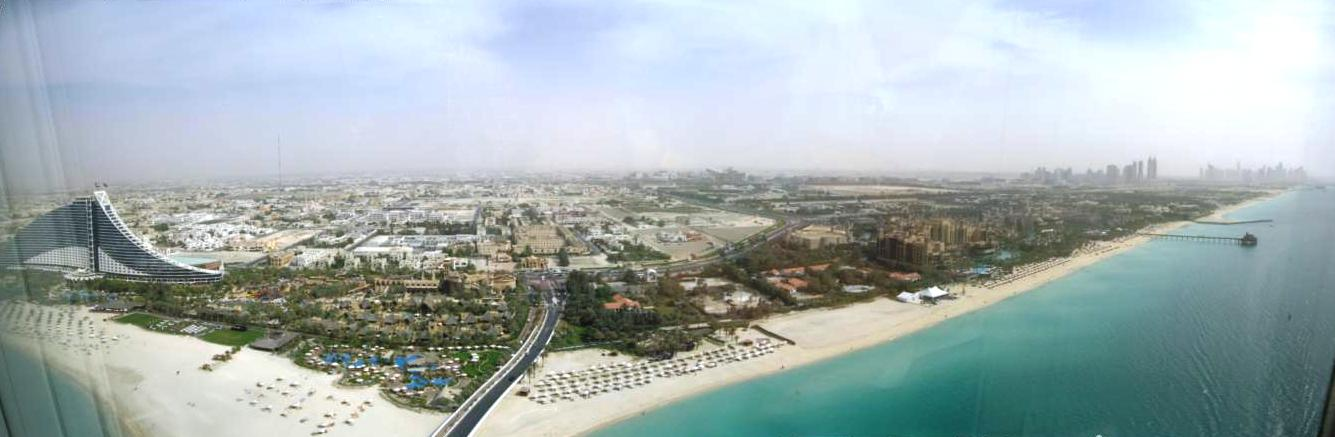
Jumeirah vom Hotel Burj Al Arab, rechts Dubai Marina

Jumeirah oder Dschumeira (arabisch جميرا Dschumaira, DMG Ǧumairā) ist ein Stadtteil in Dubai, Vereinigte Arabische Emirate. Er zieht sich in seiner größten Ausdehnung von der Westmole des Stadthafens Port Rashid etwa 25 Kilometer bis zum Hochhauscluster Dubai Marina im Südwesten. Seine Tiefe wird südlich meist begrenzt von der Sheikh Zayed Road, kann jedoch auch weiter ins Inland greifen, weil „Jumeirah“ im Immobiliengeschäft werbewirksam eingesetzt wird. Seine prominente touristische Seite ist der ebenso lange und fast schnurgerade „Jumeirah Beach“.
Jumeirah gilt inzwischen als eine der teuersten Wohngegenden Dubais. Bis vor wenigen Jahrzehnten wohnten hier nur einige einheimische Fischer, zugewanderte Arbeiter und Kleinhändler, heute besteht das Areal zu weiten Teilen aus großzügig gebauten Villen, hochwertigen Freihandels- und Dienstleistungszonen und touristischen Anlagen.
In Strandnähe sind in den letzten Jahren viele luxuriöse Hotels gebaut worden, unter anderem der Burj al Arab und das wellenförmige Jumeirah Beach Hotel der Hotelkette Jumeirah Group, die ihren Namen vom Stadtteil ableitet. Weiter befindet sich dort der ebenfalls im Besitz der Kette befindliche Vergnügungspark Wild Wadi Water Park und das weitläufige Hotel- und Geschäftszentrum Madinat Jumeirah. Auch viele Villengrundstücke und eine Marina sind hier zu finden. Vor der Küste Jumeirahs entstand 2001–2008 die erste künstliche Insel „Palm Jumeirah“ der Palm Islands. Am südwestlichen Ende des Jumeirah Beach liegt die hochhausbestückte Dubai Marina, weiter landeinwärts die Wolkenkratzerkette der Jumeirah Lake Towers und daran anschließend die Wohnanlage Jumeirah Islands.